# منوچهر منطقی
منوچهر منطقی مدیر ارشد حوزهٔ حمل‌ونقل اهلِ ایران است. وی سِمَت‌های زیادی در زمینه حمل‌ونقل را بر عهده داشته‌است.

## فعالیت‌ها
منوچهر منطقی تحصیلات کارشناسی و کارشناسی ارشد خود را در رشته مهندسی برق طی سال‌های ۱۳۵۲ تا ۱۳۵۹ در دانشگاه صنعتی شریف گذراند. پس از شروع جنگ ایران و عراق تا پایان سال ۱۳۶۲ به عنوان مسوول مرکز تحقیقات مخابرات سپاه پاسداران هدایت پروژه‌های متعدد در زمینه طراحی شبکه‌های مخابراتی و سیستم‌های گیرنده و فرستنده و رمزکننده را بر عهده داشت. سال ۱۳۷۶ تحصیلات دکتری مدیریت سیستم‌ها را به پایان برد. پس از آن تا پایان سال ۱۳۷۷ مسؤول بیش از ۲۰ پروژه تحقیقاتی در حوزه فناوری بود. از او به عنوان یکی از مهمترین چهره‌ها در توسعه برنامه موشکی ایران نام برده شده‌است.او طی سال‌های ۱۳۷۸ تا آذرماه ۱۳۸۱ مسئول راه‌اندازی اندازی شرکت طراحی تجهیزات، ابزار و ماشین‌افزار (تام) و از آذر ۱۳۸۱ تا فروردین ۱۳۸۸ مدیرعامل ایران خودرو نیز بود. پس از ایران خودرو، منطقی مدیرعامل سازمان صنایع هوایی شد. او پشتیبان ساخت هواپیمای هسا ایران-۱۴۰ بود. در آغاز دوره مسئولیت او در سال ۱۳۸۷ یک فروند هواپیمای هسا ایران-۱۴۰ ساخت این شرکت حین تست پرواز در شاهین شهر اصفهان سقوط کرد.

## زندگی شخصی
منوچهر منطقی متولد ۱۳۳۴ در محله نازی‌آباد (تهران) است. پدر او از کارمندان شرکت نفت بود. منطقی در همان محله نازی‌آباد بزرگ شد و در مدرسه الهی تحصیلات اولیه خود را گذراند و سپس با شرکت در کنکور، وارد دانشگاه صنعتی شریف (صنعتی آریامهر) شد.